# Potentilla gaubeana
Potentilla gaubeana är en rosväxtart som beskrevs av Joseph Friedrich Nicolaus Bornmüller. Potentilla gaubeana ingår i Fingerörtssläktet som ingår i familjen rosväxter. Inga underarter finns listade i Catalogue of Life.